# Homa haematoptila
Homa haematoptila är en insektsart som först beskrevs av George Willis Kirkaldy 1906.  Homa haematoptila ingår i släktet Homa och familjen dvärgstritar. Inga underarter finns listade i Catalogue of Life.